# Jenalöbnitz
Jenalöbnitz là một đô thị thuộc huyện Saale-Holzland, trong bang Thüringen, Đức. Đô thị Jenalöbnitz có diện tích 3,94 km².